# Kika Markham
Erika S.L. "Kika" Markham, född 1940 i  Macclesfield, Cheshire, England, är en brittisk skådespelare. Markham har bland annat medverkat i François Truffauts film Två systrar och Claude och dramaserien Mr Selfridge. 
Kika Markham är dotter till skådespelaren David Markham (1913–1983) och författaren Olive Dehn (1914–2007). Hon var gift med skådespelaren Corin Redgrave från 1985 fram till hans död 2010. De fick två söner tillsammans, födda 1979 och 1983. Markhams biografi om sin make, Our Time of Day: My Life with Corin Redgrave, publicerades 2014.

## Filmografi i urval
- 1963 – Jane Eyre (TV-serie)
- 1965 – A Tale of Two Cities (TV-serie)
- 1970 – Albert and Victoria (TV-serie)
- 1971 – Två systrar och Claude
- 1975 – Attentat i gryningen
- 1981 – Outland
- 1981 – The Life and Times of David Lloyd George (Miniserie)
- 1988 – The Return of Sherlock Holmes (TV-serie)
- 1991 – Poirot (TV-serie)
- 1992 – Indiana Jones äventyr (TV-serie)
- 1993 – The Bill (TV-serie)
- 1997 – I ondskans närhet (TV-serie)
- 2002 – Forsytesagan (Miniserie)
- 2002 – Killing Me Softly
- 2002 – Mördare okänd (TV-serie)
- 2003 – Kommissarie Lynley (TV-serie)
- 2008 – Franklyn
- 2010 – Morden i Midsomer (TV-serie)
- 2012 – Barnmorskan i East End (TV-serie)
- 2013–2016 – Mr Selfridge (TV-serie)
- 2020 – Allt vi döljer (TV-serie)